# Rue des Trois Ponts
Pour les articles homonymes, voir Rue des Ponts.
La rue des Trois Ponts est une rue bruxelloise de la commune d'Auderghem qui relie la chaussée de Wavre avec le boulevard du Triomphe (pont de Belle-Vue) à Delta sur une longueur de 440 mètres.

## Historique et description

### Le Houtweg à Auderghem
La rue des Trois Ponts est un des restes d'une voie appelée autrefois Houtweg, du (néerlandais:hout, bois ; weg, chemin). 
Sur la carte de Ferraris (1771), on le voit au sud du bois de Mesdael s’étendant sur une friche vers l’abbaye de la Cambre, à Ixelles ; il apparaît aussi sur la carte de L. Van Werden (1659). 
Ce chemin avait une grande importance pour les bûcherons qui transportaient leurs cargaisons de bois vers leurs ateliers à Ixelles. En 1695, Bruxelles fut entièrement détruite par le maréchal de Villeroy et beaucoup de bois était nécessaire à la reconstruction. Les transporteurs faisaient usage de fûts sciés pour rendre le chemin carrossable dans les parties marécageuses, ce qui explique aussi le nom du chemin.
Au début du XVIIIe siècle, les négociants en bois d’Ixelles demandèrent avec insistance le pavage du chemin. Ainsi est née la route de Bruxelles à Tervuren, ce qui allait délester le Houtweg.
Dans l’Atlas des Communications Vicinales (1843), le Houtweg porte le n° 1. Il était alors long de 1 446 m et large de 6,60 m, ce qui en faisait l’un des chemins les plus larges d’Auderghem. Trois sections en existent toujours : 
- une partie de la rue des Trois-Ponts,
- la rue Liévin Verstraeten de l’autre côté de la ligne de chemin de fer,
- l’avenue Arnaud Fraiteur, à Ixelles.

Le Houtweg courait donc sans interruption de l’actuel square Jean-Baptiste Degreef jusqu’à l’actuel cimetière d’Ixelles, à travers l’actuel campus de l’ULB-VUB. 
Le chemin fut séparé une première fois en deux tronçons lorsque, en 1875, le Champ des Manœuvres pour les militaires fut aménagé sur la surface devenue aujourd’hui le campus. Ceci modifia la limite entre Auderghem et Ixelles. La partie du vieil Houtweg restée sur Auderghem diminua à environ 370 m, incluant les actuelles rue des Trois Ponts et L. Verstraeten.
Le chemin fut amputé une seconde fois en 1907, par la construction de la ligne de chemin de fer 26 Halle-Schaerbeek. Ainsi naquit la courte rue qui se nommera L. Verstraeten plus tard. L’autre section fut redressée jusqu’au pont du chemin de fer (pont de Belle-Vue), un pont de pierre à trois arches, vu la largeur de la voie à cet endroit.

### Rue des Trois Ponts
Le 9 mai 1913, le collège échevinal donna au vieil Houtweg redessiné le nom de rue des Trois Ponts (trois arches en fait). 
Le pont fut entièrement reconstruit en 1972, lorsque les travaux du complexe Delta débutèrent.

### Abords
Deux victimes de la Seconde Guerre mondiale, qui ont une rue à leur nom, ont habité la rue : Jean Ekelmans au n° 41 et Léopold Lambin au n°120. 

## Situation et accès
| ___ | Ce site est desservi par la station de métro : Delta. |